# Phil Knight
Philip Hampson Knight (* 24. února 1938 Portland) je americký miliardář a podnikatel, spoluzakladatel a emeritní předseda správní rady společnosti Nike, Inc. Dříve společnost Nike jako předseda správní rady a generální ředitel i řídil.
Ke 3. říjnu 2022 byl Knight časopisem Forbes zařazen na 27. místo žebříčku nejbohatších lidí na světě s odhadovaným čistým jměním 35,2 miliardy dolarů. Je také majitelem společnosti Laika, která se zabývá produkcí stop motion filmů. Knight je absolventem Oregonské univerzity a Stanford Graduate School of Business. Na Oregonské univerzitě působil v atletickém klubu pod vedením trenéra Billa Bowermana, s nímž později spoluzaložil společnost Nike.